# Oxypteryx
Oxypteryx é um gênero de traça pertencente à família Agonoxenidae.